# Campionati europei di slittino 1974
I Campionati europei di slittino 1974 sono stati la 21ª edizione della competizione.
Si sono svolti a Imst, in Austria.

## Medagliere
| Pos.   | Nazione      | Oro | Argento | Bronzo | Totale |
| ------ | ------------ | --- | ------- | ------ | ------ |
| 1      | Germania Est | 2   | 1       | 1      | 4      |
| 2      | Italia       | 1   | 0       | 0      | 1      |
| 3      | Austria      | 0   | 1       | 1      | 2      |
| 3      | Polonia      | 0   | 1       | 1      | 2      |
| Totale | Totale       | 3   | 3       | 3      | 9      |

## Podi
| Evento            | Oro                              | Argento                | Bronzo                        |
| Singolo Maschile  | Hans Rinn                        | Manfred Schmid         | Rudolf Schmid                 |
| Singolo Femminile | Margit Schumann                  | Halina Kanasz          | Ute Rührold                   |
| Doppio            | Paul Hildgartner Walter Plaikner | Hans Rinn Norbert Hahn | Roman Hurej Józef Pietrończyk |